# Alison Thomson
Pour les articles homonymes, voir Thomson.
Alison Thomson, née le 3 mai 1996 à Londres, est une joueuse professionnelle de squash représentant l'Écosse. Elle atteint le 65e rang mondial en septembre 2017, son meilleur classement. Elle est championne d'Écosse en 2023.

## Palmarès

### Titres
- Championnats d'Écosse : 2023